# Flugplatz Pennewitz

i7
i11
i13
Der Flugplatz Pennewitz (ICAO-Code: EDOS) ist als Sonderlandeplatz klassifiziert und liegt etwa 0,5 NM nördlich von Pennewitz (Thüringen) und wird vom Fliegerclub Ilmenau e. V. betrieben.

## Geschichte
Im Jahr fing auf dem Singer Berg das Fliegen mit einfachen Schulgleitern (SG38) an. Ab 1960 musste man auf den Apfelberg bei Themar wechseln, da das Gelände des Flugplatzes Pennewitz erst noch einzuebnen war. Im Jahr 1961 wurde dann das heutige Gelände eröffnet, 1968 verlängerte man die Start- und Landebahn auf 750 Meter.
Im Jahr 1978 wurde der Flugplatz geschlossen. Nach der Wende konnte der Flugbetrieb 1991 wieder aufgenommen werden.
In den Jahren 1999 und 2000 fanden umfangreiche Geländeveränderungen statt. So wurde mit Hilfe des Abraums vom Tunnelbau der Thüringerwaldautobahn eine große Senke, die quer über das Gelände verlief, eingeebnet. Die Piste wurde auf den neuen, geraden Teil verlegt und auf die heutigen Ausmaße vergrößert.
Seitdem entstehen weitere neue Hallen. Vor allem das stetige Wachstum der Sparte Ultraleichtflug des Vereins erfordert neue Unterstellmöglichkeiten.

## Flugbetrieb
Der Flugplatz wird ausschließlich für den Freizeitflugverkehr genutzt. Er ist nicht für VFR-Nachtflug und IFR-Flugbetrieb zugelassen. Für Segelflieger stehen eine Winde und Schleppflugzeuge zur Verfügung. Von Fallschirmspringern wird der Landeplatz als Absprunggebiet benutzt.
Der Flugplatz verfügt nicht über eine Landebahnbefeuerung, hat kein Abfertigungsvorfeld und keine Tankstelle. Der Sprechfunk wird über 130,640 MHz (Pennewitz INFO) geführt.
Auf dem Platz wird die Ausbildung zum Segelflugzeug-, Reisemotorsegler (TMG)- und Ultraleichtflugzeugführer (SPL-F) angeboten.

## Fluggerät
Der Flugplatz darf von Flugzeugen mit einem Höchstabfluggewicht (MTOW) bis 2000 kg (auf Anfrage bis 5700 kg MTOW) und von Hubschraubern bis 5700 kg MTOW angeflogen werden. Der Platz hat außerdem eine Zulassung für Motorsegler, Segelflugzeuge, Ultraleichtflugzeuge, Drachen, Gleitschirme, Freiballone und Luftschiffe.

## Piste
Die Graspiste ist 900 Meter lang und 30 Meter breit. Ihre Ausrichtung ist 06/24. In Richtung RWY06 stehen 850 Meter Startrollstrecke und 750 Meter Landestrecke zur Verfügung. Auf der Piste RWY24 sind die Verhältnisse entsprechend umgekehrt.

## Entfernungen
- 0,5 NM nördlich von Pennewitz
- 5,4 NM östlich von Ilmenau
- 2,3 NM nordöstlich von Gehren
- 1,8 NM westlich von Königsee
- 2,2 NM südöstlich von Gräfinau-Angstedt